# ヨタカ目
ヨタカ目（ヨタカもく、学名 Caprimulgiformes）は鳥類の1目である。

## 特徴

### 分布
世界中に広く生息し、（南極を除く）全ての大陸に分布する。

### 形態
全身が枯葉に似た模様であり、昼間は外敵に見つからないような隠蔽色になっている。
クチバシは小さいが、大きな口をもつ。
フクロウ目の鳥のように柔らかい羽毛をもち、羽音を立てずに飛行する。
初列風切は10枚。
脚は短く、3前趾足（アブラヨタカは皆前趾足）。
雛は就巣性（アブラヨタカは晩巣性）で、綿毛に覆われている。

### 生態
夜行性。昼間は地上や樹上などで休むが、夕方から夜にかけて活動する。
昆虫などを捕食する。飛びながら食物をとることを得意とする。アブラヨタカは例外で、ヤシの実を食す。

## 系統と分類
ヨタカ目はアマツバメ目と近縁であり、合わせて単系統 Strisoresまたは Incessores（または Cypselomorphae、ただしこの名は別の系統を意味することが多い）を形成する。この系統は貧弱な足などの共有派生形質を有している。
かつてはヨタカ目とアマツバメ目は姉妹群ともされたが、実際はヨタカ目は単系統ではなく、アマツバメヨタカ類の基底的な側系統である。伝統的にヨタカ目に含められてきたズクヨタカ科はアマツバメ目と姉妹群なので、現在はアマツバメ目に移される。ただし、アマツバメ目を伝統的な範囲に限定したまま、ズクヨタカを単型のズクヨタカ目 Aegotheliformes とし、かつ/または、アマツバメ目+ズクヨタカ科に Daedalornithesや Apodimorphaeの分類群名を与えることもある。
残りのヨタカ目は4科に分類され、それぞれは（またズクヨタカ科も）単系統である。かつてはヨタカ科 Caprimulgidae からヒゲナシヨタカ科 Eurostopodidae を分離したり、ガマグチヨタカ科 Podargidae をガマグチヨタカ科 Batrachostomidae とオーストラリアガマグチヨタカ科 Podargidae に分離する説もあったが、否定される。
ヨタカ目の4科にアマツバメ目（ズクヨタカ科を含む）を加えた5系統間の系統関係はあまりわかっていない。系統が確定しない現状ではこれ以上の分類の修正は難しく、鳥類の目の中でヨタカ目は唯一、単系統でないと判明したまま残されている。
現時点で最も包括的な分子系統は下図のようになっているが、BS値は非常に弱く、不確実である。
|  | アブラヨタカ科 Steatornithidae |
|  |                                |
|  | タチヨタカ科 Nyctibiidae       |
|  |                                |

|  | ガマグチヨタカ科 Podargidae                                                                                |
|  | |
|  | \| \| ヨタカ科 Caprimulgidae \| \| \| \| \| \| アマツバメ目 Apodiiformes（ズクヨタカ科を含む） \| \| \| \| |
|  | |
|  | ヨタカ科 Caprimulgidae                                                                                     |
|  | |
|  | アマツバメ目 Apodiiformes（ズクヨタカ科を含む）                                                            |
|  | |

|  | ヨタカ科 Caprimulgidae                          |
|  |                                                 |
|  | アマツバメ目 Apodiiformes（ズクヨタカ科を含む） |
|  |                                                 |

|  | アブラヨタカ科 Steatornithidae |
|  |                                |
|  | タチヨタカ科 Nyctibiidae       |
|  |                                |

|  | ガマグチヨタカ科 Podargidae                                                                                |
|  | |
|  | \| \| ヨタカ科 Caprimulgidae \| \| \| \| \| \| アマツバメ目 Apodiiformes（ズクヨタカ科を含む） \| \| \| \| |
|  | |
|  | ヨタカ科 Caprimulgidae                                                                                     |
|  | |
|  | アマツバメ目 Apodiiformes（ズクヨタカ科を含む）                                                            |
|  | |

|  | ヨタカ科 Caprimulgidae                          |
|  |                                                 |
|  | アマツバメ目 Apodiiformes（ズクヨタカ科を含む） |
|  |                                                 |

一方、形態やmtDNAからの異論があり、Mayr (2009; 2011) は次のような系統樹を求めている。
| Caprimulgi | \| \| タチヨタカ科 Nyctibiidae \| \| \| \| \| \| ヨタカ科 Caprimulgidae \| \| \| \| |
|            | \| \| タチヨタカ科 Nyctibiidae \| \| \| \| \| \| ヨタカ科 Caprimulgidae \| \| \| \| |
|            | アマツバメ目 Apodiiformes（ズクヨタカ科を含む）                                     |
|            |                                                                                     |
|            | タチヨタカ科 Nyctibiidae                                                            |
|            |                                                                                     |
|            | ヨタカ科 Caprimulgidae                                                              |
|            |                                                                                     |

|  | タチヨタカ科 Nyctibiidae |
|  |                          |
|  | ヨタカ科 Caprimulgidae   |
|  |                          |

| Caprimulgi | \| \| タチヨタカ科 Nyctibiidae \| \| \| \| \| \| ヨタカ科 Caprimulgidae \| \| \| \| |
|            | \| \| タチヨタカ科 Nyctibiidae \| \| \| \| \| \| ヨタカ科 Caprimulgidae \| \| \| \| |
|            | アマツバメ目 Apodiiformes（ズクヨタカ科を含む）                                     |
|            |                                                                                     |
|            | タチヨタカ科 Nyctibiidae                                                            |
|            |                                                                                     |
|            | ヨタカ科 Caprimulgidae                                                              |
|            |                                                                                     |

|  | タチヨタカ科 Nyctibiidae |
|  |                          |
|  | ヨタカ科 Caprimulgidae   |
|  |                          |

| Caprimulgi | \| \| タチヨタカ科 Nyctibiidae \| \| \| \| \| \| ヨタカ科 Caprimulgidae \| \| \| \| |
|            | \| \| タチヨタカ科 Nyctibiidae \| \| \| \| \| \| ヨタカ科 Caprimulgidae \| \| \| \| |
|            | アマツバメ目 Apodiiformes（ズクヨタカ科を含む）                                     |
|            |                                                                                     |
|            | タチヨタカ科 Nyctibiidae                                                            |
|            |                                                                                     |
|            | ヨタカ科 Caprimulgidae                                                              |
|            |                                                                                     |

|  | タチヨタカ科 Nyctibiidae |
|  |                          |
|  | ヨタカ科 Caprimulgidae   |
|  |                          |

| Caprimulgi | \| \| タチヨタカ科 Nyctibiidae \| \| \| \| \| \| ヨタカ科 Caprimulgidae \| \| \| \| |
|            | \| \| タチヨタカ科 Nyctibiidae \| \| \| \| \| \| ヨタカ科 Caprimulgidae \| \| \| \| |
|            | アマツバメ目 Apodiiformes（ズクヨタカ科を含む）                                     |
|            |                                                                                     |
|            | タチヨタカ科 Nyctibiidae                                                            |
|            |                                                                                     |
|            | ヨタカ科 Caprimulgidae                                                              |
|            |                                                                                     |

|  | タチヨタカ科 Nyctibiidae |
|  |                          |
|  | ヨタカ科 Caprimulgidae   |
|  |                          |

Mayrは単型のアブラヨタカ目 Steatornithiformes（新設）とガマグチヨタカ目 Podargiformes（Mathews 1918 の復活）を置き、他にもいくつかの分類群を置いた（ただし、Cypselomorphae の名はStrisores の系統に当てる説もある）。ただし、彼らはズクヨタカ科についてはズクヨタカ目に分離する説を採ったが、ここでは広義のアマツバメ目で記した。

### 分類史
伝統的には、ヨタカ目はヨタカ亜目 Caprimulgi とアブラヨタカ亜目 Steatornithes（アブラヨタカ科のみ）に分けられていた。ヨタカ亜目は昆虫食・3前趾足・雛は就巣性、アブラヨタカ亜目は椰子の実を食べ皆前趾足・雛は晩生性という違いがある。
夜行性という共通点、およびそれによる収斂進化に由来すると考えられる共通点がフクロウ目との関係において指摘されてきた。分子生物学的にも、Sibley分類では広義のフクロウ目にヨタカ亜目 Caprimulgi として、フクロウ亜目 Strigi（通常のフクロウ目）・ズクヨタカ亜目 Aegotheli（ズクヨタカ科のみ）と共に属していた。
Livezey & Zusi (2007)は、大枠で伝統分類を踏襲したが、ヨタカ目とアマツバメ目を姉妹群とし Incessores 亜節（単型亜節）Cypselomorphae 上目にまとめた（Cypselomorphae の定義は通常と異なる）。ヨタカ目は Sibley et al. 同様、ズクヨタカ亜目とヨタカ亜目に分けた。

### 分類対照表
| 科                | 科                | 新分類       | 新分類      | 新分類           | 新分類           | 新分類           | 新分類           | Sibley分類     | Sibley分類     | 伝統分類     | 伝統分類         |
| 和名              | 学名              | IOC, AOU     | Mayr        | Mayr             | Mayr             | Mayr             | Mayr             | Sibley分類     | Sibley分類     | 伝統分類     | 伝統分類         |
| ----------------- | ----------------- | ------------ | ----------- | ---------------- | ---------------- | ---------------- | ---------------- | -------------- | -------------- | ------------ | ---------------- |
| アブラヨタカ科    | Steatornithidae   | ヨタカ目     | Stris‐ ores | アブラヨタカ目   | アブラヨタカ目   | アブラヨタカ目   | アブラヨタカ目   | フ ク ロ ウ 目 | ヨタカ亜目     | ヨ タ カ 目  | アブラヨタカ亜目 |
| ガマグチヨタカ科  | Podargidae        | ヨタカ目     | Stris‐ ores | Podarg‐ ocypseli | ガマグチヨタカ目 | ガマグチヨタカ目 | ガマグチヨタカ目 | フ ク ロ ウ 目 | ヨタカ亜目     | ヨ タ カ 目  | ヨタカ亜目       |
| タチヨタカ科      | Nyctibiidae       | ヨタカ目     | Stris‐ ores | Podarg‐ ocypseli | Cypsel‐ omorphae | Caprimulgi       | Caprimulgi       | フ ク ロ ウ 目 | ヨタカ亜目     | ヨ タ カ 目  | ヨタカ亜目       |
| ヨタカ科          | Caprimulgidae     | ヨタカ目     | Stris‐ ores | Podarg‐ ocypseli | Cypsel‐ omorphae | Caprimulgi       | Caprimulgi       | フ ク ロ ウ 目 | ヨタカ亜目     | ヨ タ カ 目  | ヨタカ亜目       |
| ズクヨタカ科      | Aegothelidae      | アマツバメ目 | Stris‐ ores | Podarg‐ ocypseli | Cypsel‐ omorphae | Apodi‐ imorphae  | ズクヨタカ目     | フ ク ロ ウ 目 | ズクヨタカ亜目 | ヨ タ カ 目  | ヨタカ亜目       |
| アマツバメ目の3科 | アマツバメ目の3科 | アマツバメ目 | Stris‐ ores | Podarg‐ ocypseli | Cypsel‐ omorphae | Apodi‐ imorphae  | アマツバメ目     | アマツバメ上目 | アマツバメ上目 | アマツバメ目 | アマツバメ目     |

## 科
ガマグチヨタカ科 Podargidae
インドからオーストラリアに分布。地上の昆虫、トカゲ、カエルなどを捕食する。
アブラヨタカ科 Steatornithidae
アブラヨタカ Steatornis caripensis の1属1種のみ。洞窟に群れを作り生活する。果実などを空中でホバリングしながら食べる。
タチヨタカ科 Nyctibiidae
中央アメリカ、南アメリカに分布。
ヨタカ科 Caprimulgidae
全世界に分布する。大きな口とクチバシ周囲の特徴的なヒゲを用いて、ガなど飛行中の昆虫を捕らえる。
† フルヴィオヴィリダヴィス科 Fluvioviridavidae
始新世に生息した絶滅科。フルヴィオヴィリダヴィス Fluvioviridavis とユーフルヴィオヴィリダヴィス Eurofluvioviridavis。ガマグチヨタカ科に近縁で、ガマグチヨタカ目を置く場合はガマグチヨタカ目に属す。
ズクヨタカ科 Aegothelidae
現在はヨタカ目には含まれない。インドネシアのモルッカ諸島からオーストラリアに分布。主に地上の虫などを食べる。